# Catedral basílica de Santa María (Oradea)
La catedral-basílica de Santa María, también llamada Catedral católica de la Asunción (en rumano: Catedrala romano-catolică Adormirea Maicii Domnului), es un edificio religioso que constituye sede de la diócesis de Oradea de la Iglesia católica en la ciudad de Oradea, al norte de Rumania.

## Historia
Se considera que la diócesis de Oradea fue fundada por el rey Ladislao I de Hungría en 1083. Después de sufrir daños durante la invasión tártara en 1241, la catedral románica fue reemplazada por un nuevo edificio gótico en la primera mitad del siglo XIV. El edificio de la iglesia estaba ubicado dentro de la ciudadela y fue el lugar de enterramiento de varios miembros de la familia real húngara, incluido el emperador Segismundo de Luxemburgo. Las tumbas, incluidas las de San Ladislao I y San Emerico, fueron destruidos en la segunda mitad del siglo XVI; la historiografía húngara culpa a los otomanos, mientras que la historiografía rumana lo culpa a los insurgentes protestantes. Después de la victoria de la Reforma calvinista en la ciudad y la región a lo largo del siglo XVI, la catedral comenzó a decaer. Durante los conflictos armados del siglo XVII, las ruinas fueron demolidas para extraer materiales de construcción y fortificación.
Después de unos años bajo dominio otomano, Oradea formó parte del Imperio de los Habsburgo desde 1692 hasta 1918. La basílica fue reconstruida entre los años 1752 y 1780, y fue diseñado por el arquitecto italiano Giovanni Battista Ricca (1691-1757). Después de la muerte del primer arquitecto, la construcción fue terminada por el vienés Franz Anton Hillebrandt y la iglesia fue adornada con decoraciones barrocas típicas de Austria y que convirtió a Oradea en una ciudad barroca. 
Entre 1757 y 1763, antes de ser llamado de vuelta a Salzburgo, trabajó como músico de la catedral Michael Haydn, hermano de Joseph Haydn.
El Papa Juan Pablo II elevó la iglesia al rango de basílica menor en 1991.

## Arquitectura
La iglesia, de estilo barroco tardío con influencias neoclasicistas, es una basílica orientada al norte de planta en cruz. Las naves laterales de la nave están divididas en capillas por muros transversales y la nave se culmina con una bóveda de cañón con arcos de medio punto. La fachada sur está flanqueada por dos torres dispuestas en diagonal con capota francesa. 
En el interior, las ricas pinturas y muebles se han conservado en gran medida en su forma original. Los altares son de estilo neoclásico, reflejando la preferencia por la sobriedad y la sencillez propia de la etapa del Barroco tardío. El fresco de la cúpula representa el Triunfo Celestial de Cristo de Johann Schopf (1778) y los demás son obra del pintor Francisc Storno del siglo XIX. Es especialmente venerado el cofre relicario de San Ladislao, que contiene la reliquia de su cráneo. 

## Galería

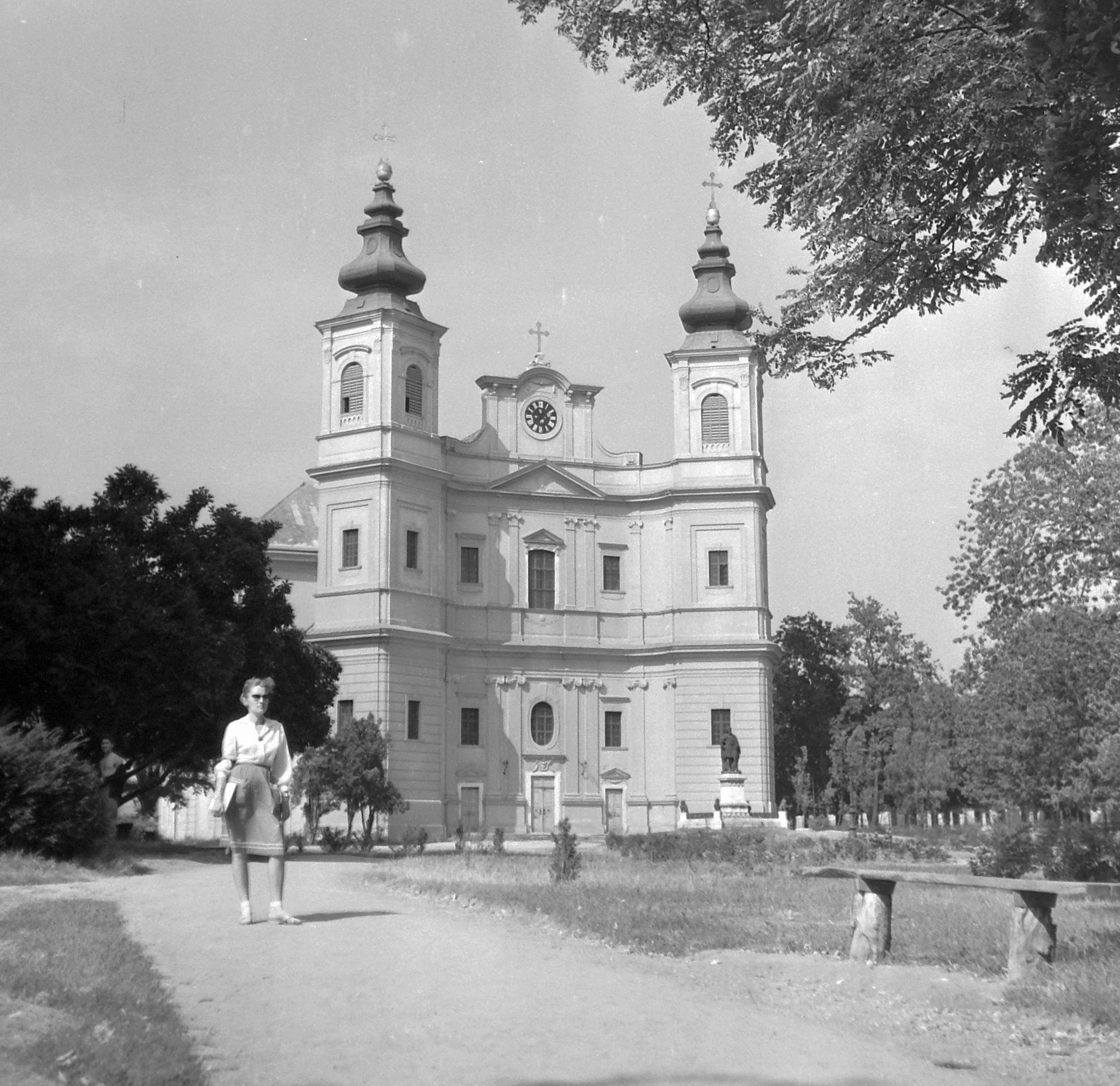
Catedral en 1961
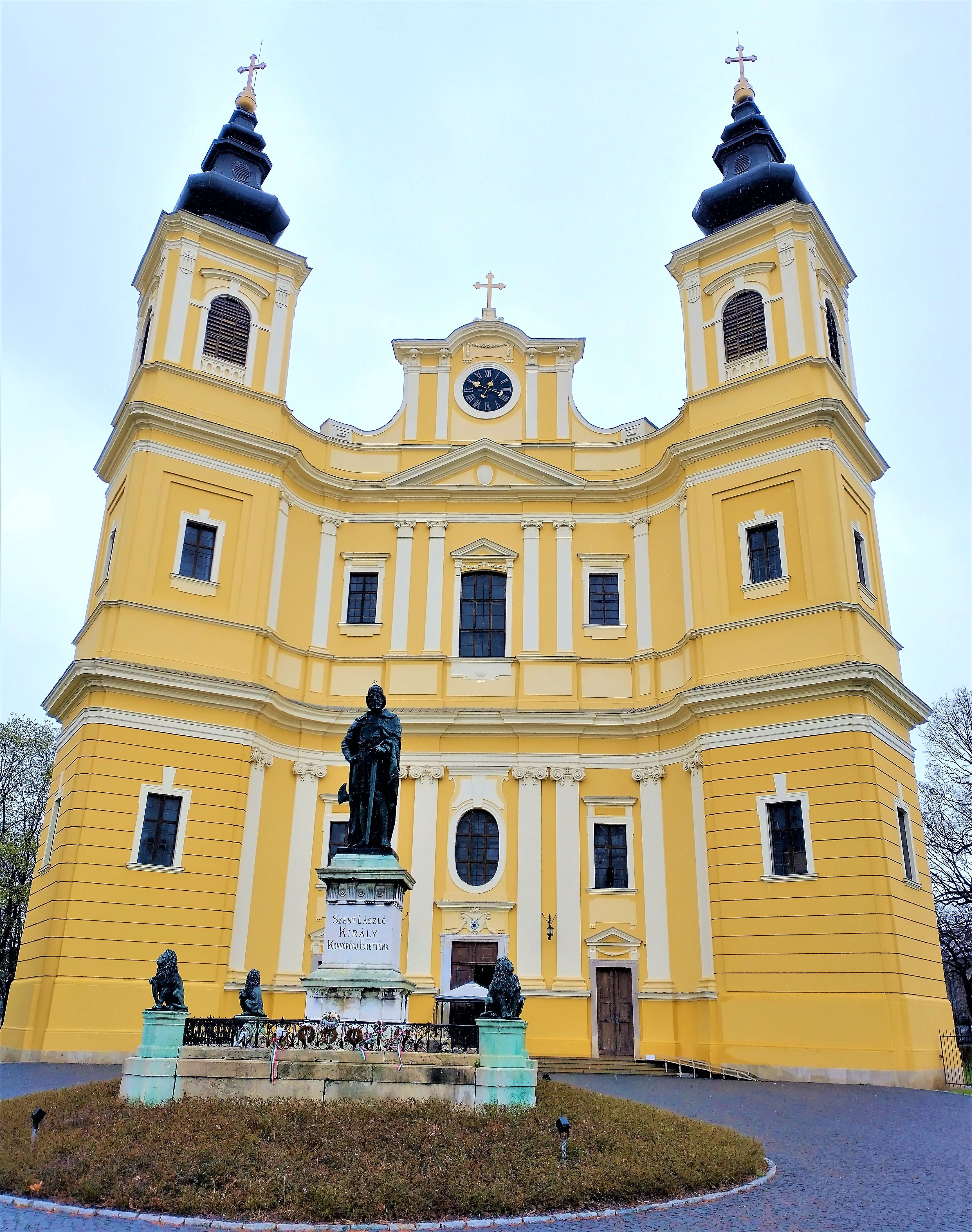
Fachada y estatua de San Ladislao
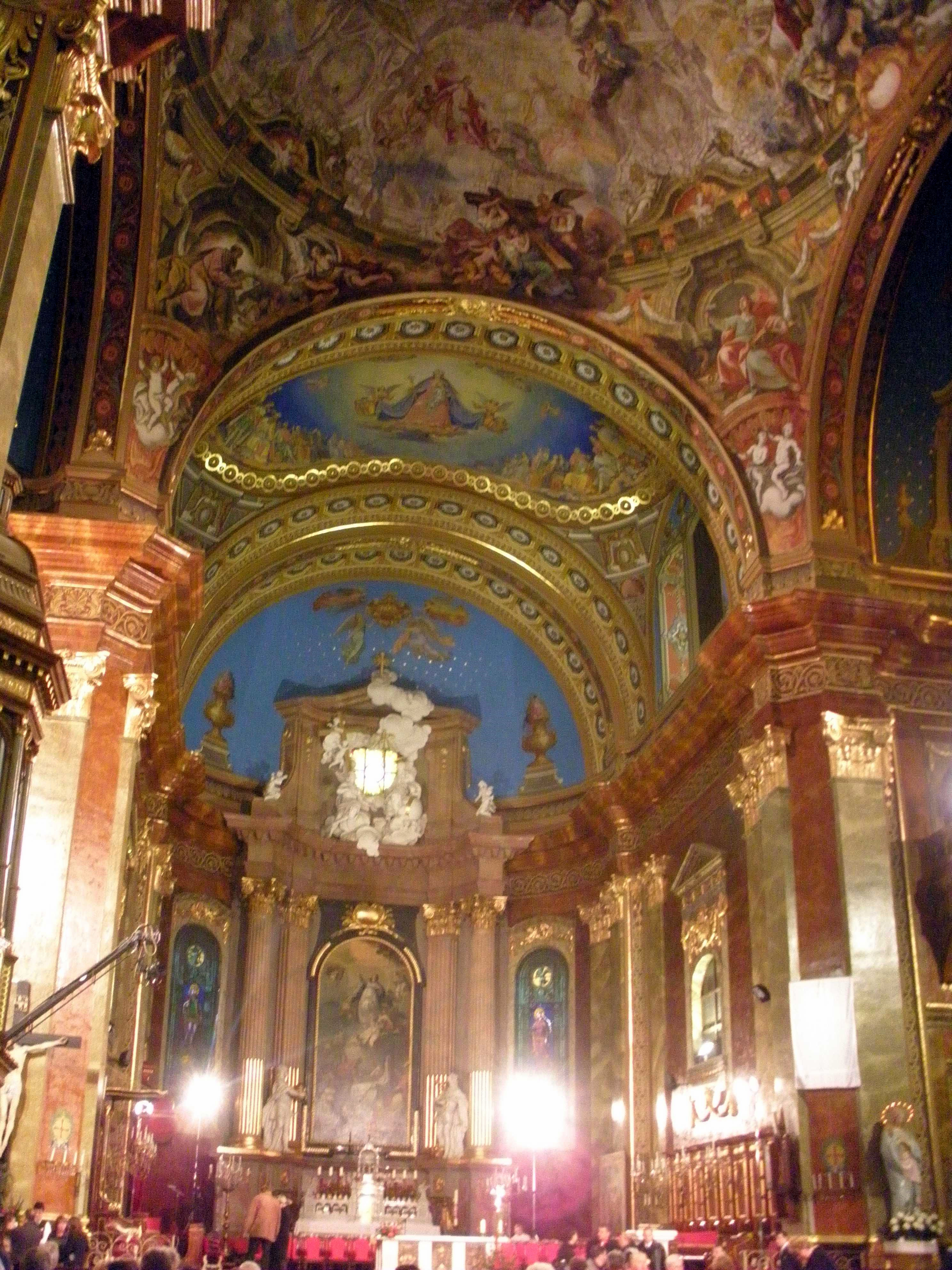
Presbiterio
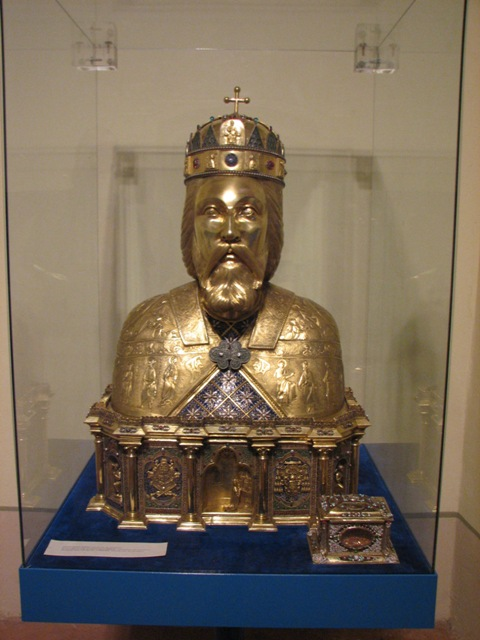
Relicario de San Ladislao